# Костанайская и Рудненская епархия
Костана́йская и Ру́дненская епа́рхия (каз. Қостанай және Рудный епархиясы) — епархия Казахстанского митрополичьего округа Русской православной церкви. Епархия занимает территорию Костанайской области.

## История
До революции 1917 года большая часть современной Костанайской области входила в состав Тургайской области, которая включала в свой состав четыре уезда: Тургайский, Николаевский (Кустанайский), Актюбинский и Иргизский. Духовное окормление верующих, которые жили на этой территории, осуществляли оренбургские архиереи. Приходы на территории Сарыкольского и Узункольского районов относились к Омской епархии. Православные храмы и приходы до 80-х годов XIX века можно было встретить только по границам Тургайской области, по т. н. Горькой линии. Так, старейший в области православный храм был основан в конце XVIII века в казачьей станице Пресногорьковской. По историческим данным, храм построили в 1799 году и освятили в честь святителя Николая (летний придел) и Казанской иконы Божией Матери (зимний придел). В середине XIX века в станице Михайловской (Карабалыкаский район) была построена церковь в честь Архистратига Михаила. С момента прибытия первых поселенцев (70-е годы XIX века) и до 1917 года в Кустанайском уезде было построено больше 140 православных церквей (молитвенных домов) и два православных монастыря (мужской и женский).
13 ноября 1914 года было создано Кустанайское викариатство Оренбургской епархии. Находившиеся на этой кафедре викарные епископы, как и губернаторы Тургайской области, проживали в Оренбурге. Первым епископом-викарием в Кустанае стал Серафим (Александров; 14 декабря 1914 — 24 марта 1916 года). После викариатство принял епископ Леонтий (Вимпфен; с 24 марта по 16 декабря 1916 года). 6 июля 1919 года епископ Леонтий был расстрелян по приказу Кирова. С 16 декабря 1916 года Кустанайскую викариатскую кафедру возглавлял архиепископ Дионисий (Прозоровский). В мае 1923 года он был арестован по обвинению в «выступлении противизъятие церковных ценностей» и был этапирован в Москву.
В 1918 году ставился вопрос о создании вместо Челябинского и Кустанайского викариатств самостоятельных епархий. Архиепископ Мефодий (Герасимов) дал такую резолюцию: «В принципе с постановлением Епархиального собрания согласен. Но фактическое выделение Челябинского и Кустанайского викариатств в самостоятельные епархии отложить до более благоприятного времени и выделение вести постепенно. В первую очередь выделить Челябинское викариатство в самостоятельную епископию с упрощённым управлением. Выделение Кустанайского викариатства временно отложить. Кустанайское викариатство Оренбургской епархии закрыть. Таково моё мнение». Но в 1919 года викарием был вновь назначен Серафим (Александров). Епископом в Костанае он пробыл до 1922 года. С 1924 по 1925 года епископом-викарием Кустанайского викариатства Оренбургской епархии был назначен Николай (Амасийский).
Не обошло Кустанайскую область и обновленчество. Так, «живоцерковниками» объявили себя клирики Никольского собора Александр Косолапов и Арсений Жутов. Перед Никольским собором в 1925 году обновленцы обратились к православным Кустаная с предложением примириться. Епископу Николаю они послали обращение, в котором предлагали высказать свои условия и призвать к тому же подведомственное ему духовенство и мирян, а в случае несогласия сообщить, какие он имеет к тому причины и препятствия. Не получив ответа, послали вторично, но оказалось, что он уже уехал из Кустаная и таким образом избежал неприятных объяснений.
10 августа 1925 года во епископа Кустанайского был хиротонисан архимандрит Тимон (Русанов), бывший настоятель Никольского собора в Кустанае. Церковная кафедра Кустанайского епископа располагалась в Константино-Еленинской церкви, так как Никольский собор захватили обновленцы.  В литературе встречается утверждение о том, что в 1925 или 1926 году Кустанайское викариатство было преобразовано в самостоятельную епархию, но документального подтверждения оно не имеет. 1 июля 1930 года епископ Тимон скончался. Отпевание совершил епископ Павел (Павловский). После смерти епископа Тимона церковными делами стал управлять викарий Александр (Раевский).
В 1932 года была образована Актюбинская область с центром в Актюбинске, Кустанайский район вошёл в её состав; к этому времени почти все православные общины в регионе были ликвидированы. 12 марта 1934 года Временный патриарший Священный синод принял «Положение об областных Преосвященных», в котором указывалось, что кафедра в Кустанае преобразовывается в самостоятельную для окормления приходов Актюбинской области. 15 марта 1934 года епископ Александр (Раевский) вновь был назначен в Кустанай, возглавлял епархию до 30 октября 1935 года. Есть сведения о служении в 1936-1937 года епископа Актюбинского и Кустанайского Серафима (Зборовского).
В Кустанае первые аресты среди духовенства и монашествующих начались 28 августа 1937 года. По архивным данным, репрессиям за исповедование своей веры в Кустанайской области в 1937—1938 годах подверглись сотни священников, монахов и других служителей Церкви. Среди репрессированных было много и ссыльных священников, которые были высланы в Кустанайскую область из центральных областей СССР в 20—30-х годах XX века. Все репрессированные и расстрелянные в Костанае в 1937—1938 годах, в том числе и по «делу церковников», были похоронены в общих могилах в местах массовых захоронений, при этом в материалах уголовных дел места захоронений не указывались. Точное место захоронения по каждому из приговорённых к расстрелу в 1937 году неизвестно. На территории Костаная известно три места массовых захоронений репрессированных в 1937 году: в районе ГАИ, на Наримановском кладбище и возле городской тюрьмы в районе домов 11, 13 и 15 по улице Жангильдина. Большое захоронение находится также возле посёлка Новоселовки в 15 км от областного центра. Обновленчество, несмотря на самую активную поддержку атеистического государства, было окончательно побеждено в начале 40-х годов XX века. Подавляющее большинство верующих так и не поддержали раскольников.
В Кустанайской области почти все храмы и монастыри были закрыты и разрушены ещё в 1920—1930-х годах. Последний храм — кладбищенская церковь в Кустанае — был закрыт в 1937 году. После Великой Отечественной войны часть храмов в Кустанайской области была открыта, но уже к 1950-м годам в регионе остался только один действующий храм — небольшая Константино-Еленинская церковь. В Кустанайской области, по воспоминаниям очевидцев и по архивным данным, было несколько монашеских общин. Они располагались в посёлках Затобольске и Боровском. Небольшая монашеская община долгое время находилась в Кустанае в 1940—1970-х годах по улице Баймагамбетова (в районе между улицами Шипина и Валиханова). По словам старожилов, монахини жили здесь до середины 1970-х годов. Протоиерей Николай Пасько в 1957 году стал священником Константино-Еленинской церкви, а с 1963 года до середины 1980-х годов был настоятелем этого храма. Священника очень почитали православные Кустанайской области. Могила его находится рядом с могилами епископа Тимона и монахинь Анны и Евпраксии.
1 января 1991 года определением Священного синода и Патриарха образована Уральская кафедра, и её первым правящим архиереем назначен епископ Антоний. В состав новой епархии вошли области, выделенные из состава некогда единой Алма-Атинской и Казахстанской епархии — Уральская (Западно-Казахстанская), Актюбинская, Гурьевская (Атырауская), Мангышлакская (Мангыстауская), Кустанайская (Костанайская) и Тургайская (ныне расформированная, часть её районов присоединены к Костанайской). В 1992 году епархия была зарегистрирована в Министерстве юстиции Казахстана; и власти Уральска предоставили здание для Епархиального управления и архиерейского дома. Увеличилось количество приходов с 22 до 46.
Костанайская епархия была образована решением Священного синода от 6 октября 2010 года (с последующим утверждением на Архиерейском соборе) в пределах Костанайской и Северо-Казахстанской областей путём выделения из состава Чимкентской и Уральской епархий. Синод постановил епископу Костанайскому иметь титул Костанайский и Петропавловский и определил Костанайским и Петропавловским быть епископу Анатолию (Аксёнову). 23 ноября состоялось официальное вступление в управление епархией преосвященного Анатолия. 5 октября 2011 года из состава Костанайской епархии была выделена самостоятельная Петропавловская епархия в пределах Северо-Казахстанской области. Епархия стала именоваться Костанайской и Рудненской. 25 марта 2011 года решением Синода митрополичьего округа в Республике Казахстан епископ Анатолий назначен председателем хозяйственного управления Казахстанского митрополичьего округа. 5 октября 2011 года в связи с образованием Петропавловско-Булаевской епархии титул его был изменён на Костанайский и Рудненский.

## Епископы
Кустанайское викариатство Оренбургской епархии
- Серафим (Александров) (14 декабря 1914 — 24 марта 1916)
- Леонтий (фон Вимпфен) (24 марта — 16 декабря 1916)
- Дионисий (Прозоровский) (16 декабря 1916—1922)
- Серафим (Александров) (1919—1922) в/у
- Николай (Амасийский) (21 января 1924 — апрель 1925)
- Тимон (Русанов) (10 августа 1925 — 1 июля 1930)
- Александр (Раевский) (8 июля — 30 сентября 1930)

Кустанайская епархия
- Александр (Раевский) (15 марта 1934 — 30 октября 1935)
- Серафим (Зборовский) (1936—1937) в/у

Костанайская епархия
- Анатолий (Аксёнов) (6 октября 2010 — 25 августа 2020)
- Александр (Могилёв) (c 25 августа 2020) в/у

## Благочиннические округа
По состоянию на октябрь 2022 года:
- Костанайский
- Лисаковский
- Сарыкольский